# Harriet Cains
Harriet Cains, född 17 september 1993 i Nottingham, är en brittisk skådespelare.
Cains har bland annat medverkat i TV-serierna Familjen Bridgerton och Marcella.

## Filmografi (i urval)
- 2018 – Marcella (TV-serie)
- 2020–2024 – Familjen Bridgerton (TV-serie)